# Zündapp Janus

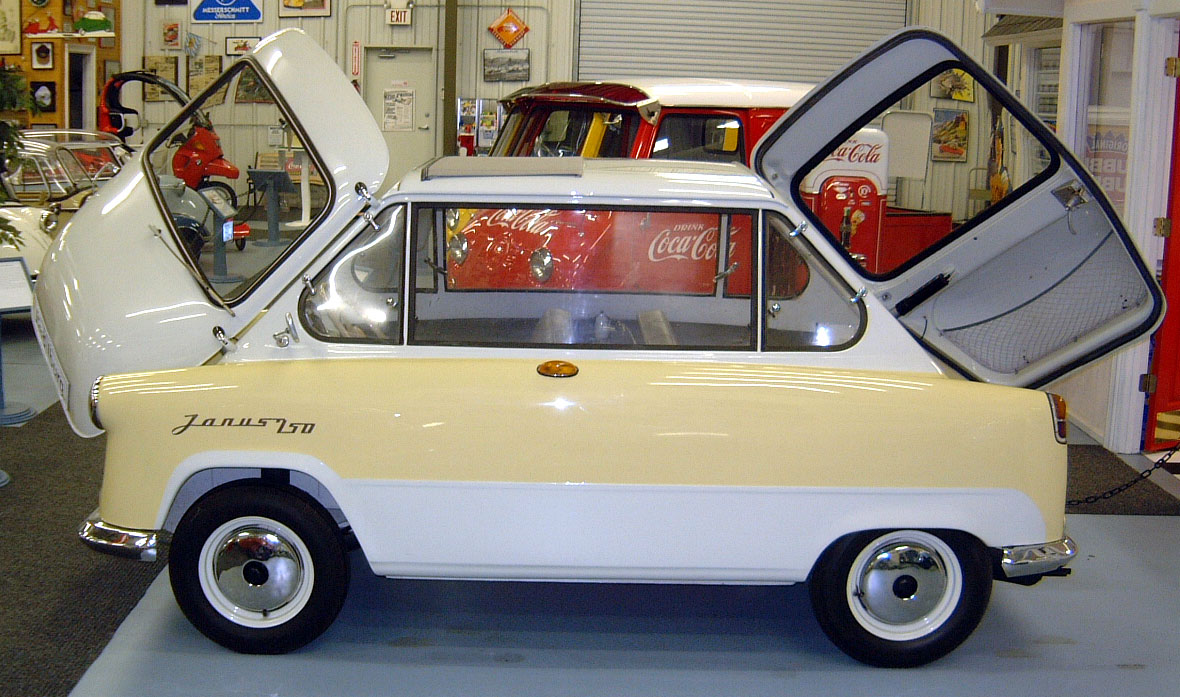
De deuren van de Janus zaten aan de voor- en achterzijde van de auto

Zündapp Janus was een type dwergauto gemaakt door Zündapp in 1957 en 1958. Zündapp besloot in 1954 om naast motorfietsen ook auto's te gaan produceren. Omdat de ontwikkelingskosten voor een eigen auto te hoog zouden oplopen, bestudeerden zij enkele ontwerpen van onder meer Kroboth, Brütsch en Fuldamobil alvorens te kiezen voor een ontwerp van Dornier (de Dornier Delta).
Vanwege het feit dat de voor- en achterkant van de auto zoveel op elkaar leken werd de auto genoemd naar de Romeinse god Janus, de god met twee gezichten. In de Janus waren de voor- en achterbank 180° gedraaid ten opzichte van elkaar, hierdoor keken de passagiers achteruit. De deuren bevonden zich aan de voor- en achterzijde van de auto in plaats van op de gebruikelijke plaats aan de zijkant, dit maakt het in- en uitstappen voor de bestuurder erg lastig, aangezien het stuurwiel niet zoals bij de BMW Isetta weggeklapt kon worden. Wanneer de voor- en achterbank neergeklapt werden konden zij dienstdoen als tweepersoons bed.
De motor van de auto zat midden in de auto, tussen de voor- en achterbank. Het betrof een eencilinder tweetaktmotor met een cilinderinhoud van 245 cc die 14 pk leverde. De topsnelheid van de Janus was ongeveer 80 km/h.
De productie van de Janus begon in juni 1957, maar werd al in 1958 gestaakt nadat de fabriek werd verkocht aan Bosch. In totaal zijn er 6902 Zündapp Janussen geproduceerd.